# اصفهان امروز (روزنامه)
روزنامه اصفهان امروز (به انگلیسی: Isfahan today Newspaper) روزنامه فرهنگی-اجتماعی با روش خبری، تحلیلی و اطلاع‌رسانی است که به صاحب امتیازی شرکت رسانه‌ای رویداد پارسی از سال ۱۳۸۳ در شهر اصفهان ایران منتشر می‌شود.

## تاریخچه
اصفهان امروز از آبان ۱۳۸۳ تا آبان ۱۳۸۵ به‌صورت هفته‌نامه و پس از آن تا امروز به‌صورت روزنامه در حال انتشار است. این روزنامه که عضوی از گروه رسانه‌ای رویداد پارسی است، با نوآوری و ساختارشکنی در زمینه ارائه الگوهای جدید رسانه‌ای فعال است. همین دیدگاه سبب شده بتواند در این سال‌ها در زمینه‌های گوناگونی تحول‌آفرین باشد.
آبان ۱۳۸۳ بیش از ۲۰۰ روزنامه‌نگار با تخصص‌های گوناگون عضو سرویس‌های تحریریه اصفهان امروز بوده‌اند و نام اصفهان امروز انتخاب شد.

### رتبه‌بندی کشوری روزنامه‌های ایران
در رتبه‌بندی رسمی سال۱۴۰۲ بین روزنامه‌های سراسر کشور ایران جایگاه ۱۶ بین ۲۸۰ کل کشور و رتبه ۲ در بین ۱۴ روزنامه استان اصفهان را کسب کرده است.
اصفهان امروز علاوه بر نسخه چاپی، از طریق وب‌سایت، شبکه‌های اجتماعی و پلتفرم‌های انتشار آنلاین در دسترس مخاطبان است.
ارزش‌افزوده‌های گوناگون طراحی و ارائه شده شامل نوآوری‌های اصفهان امروز در دوره اجرای طرح توسعه در سال‌های ۱۳۹۳ تا ۱۳۹۵ ایران باعث شد این روزنامه مجموعه کاملی از محتواهای گوناگون در قالب‌های نوین به مخاطبان از طریق بسترهای مختلف دسترسی ارائه کند.

#### ضمائم و نشریات
- اصفهان نیمروز
- نسخه انگلیسی Isfahan today
- نسخه عربی اصفهان إلیوم
- ضمیمه هفتگی اصفهان دیروز
- ضمیمه هفتگی اصفهان امروز اقتصادی
- ضمیمه هفتگی اصفهان امروز تندرستی
- ضمیمه روزانه شهر امروز

## فهرست مدیران مسئول روزنامه
- بنیان‌گذار: عبدالمحمد اکبری
- صاحب امتیاز: شرکت رسانه رویداد پارسی
- مدیرعامل، مدیرمسئول و سردبیر: امیر اکبری
- دبیر تحریریه: سید مهدی رضوی